# Suzanne Crough
Suzanne Crough est une actrice américaine née le 6 mars 1963 à Fullerton en Californie et morte le 27 avril 2015 à Laughlin au Nevada.

## Filmographie
- 1973 : Goober and the Ghost-Chasers (série TV) : Tracey Partridge (1973)
- 1974 : The Partridge Family, 2200 A.D. (série TV) : Tracy Partridge (1974-1975) (voix)
- 1976 : Dawn: Portrait of a Teenage Runaway (TV) : Runaway
- 1977 : Fred Flintstone and Friends (série TV) (voix)
- 1977 : Mulligan's Stew (TV) : Steve
- 1977 : Mulligan's Stew (série TV) : Stevie Freedman
- 1978 : Teenage Father (court-métrage)
- 1980 : Children of Divorce (Les Enfants du divorce) (TV) : Linda

## Récompenses et nominations
- 1979 : le court-métrage Teenage Father où elle tient le rôle principal féminin a remporté l'Oscar du meilleur court métrage en prises de vues réelles.